# Llista de gèneres de terafòsids
Aquesta és la llista de gèneres de terafòsids (família Theraphosidae), que són més conegudes amb el nom de taràntules. La llista recull la informació fins a la data del 21 de desembre del 2006. Són 113 gèneres categoritzats en 13 subfamílies, una d'elles, incertae sedis. Podeu veure les denominacions de les 897 espècies d'aquesta família en l'article Llista d'espècies de terafòsids.

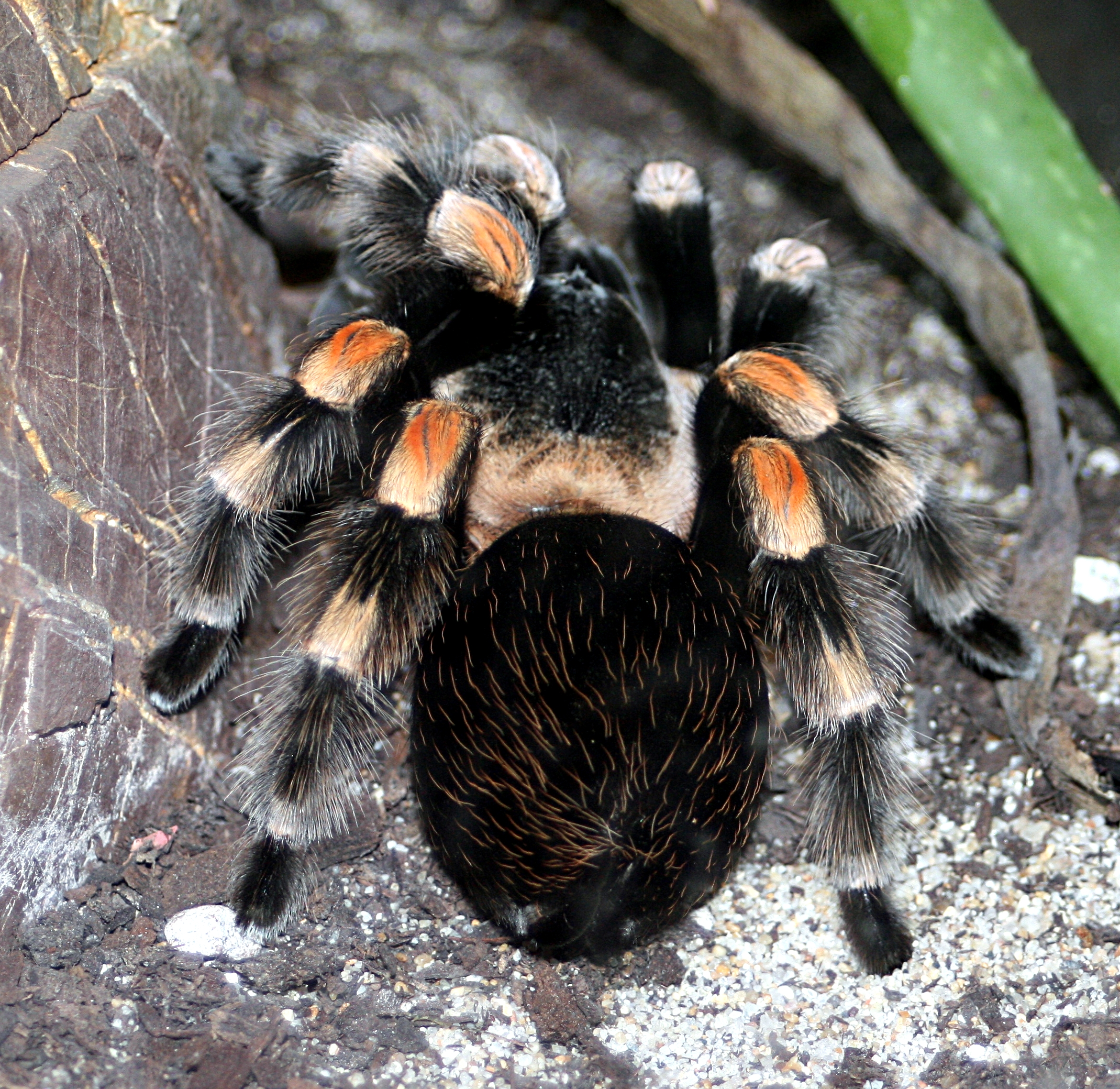
Taràntula

## Subfamílies i gèneres

### Acanthopelminae
Acanthopelminae, F. O. P.-Cambridge, 1897
- Acanthopelma F. O. P.-Cambridge, 1897

### Aviculariinae
Aviculariinae
- Avicularia Lamarck, 1818
- Ephebopus Simon, 1892
- Iridopelma Pocock, 1901
- Pachistopelma Pocock, 1901
- Tapinauchenius Ausserer, 1871

### Eumenophorinae
Eumenophorinae són grans taràntules. Originalment són d'Àfrica, amb algunes espècies en el Pròxim Orient i Madagascar.
- Anoploscelus Pocock, 1897
- Batesiella Pocock, 1903
- Citharischius Pocock, 1900
- Encyocrates Simon, 1892
- Eumenophorus Pocock, 1897
- Hysterocrates Simon, 1892
- Loxomphalia Simon, 1889
- Loxoptygus Simon, 1903
- Mascaraneus Gallon, 2005
- Monocentropus Pocock, 1897
- Myostola Simon, 1903
- Phoneyusa Karsch, 1884

### Harpactirinae
Harpactirinae
- Augacephalus Gallon, 2002
- Ceratogyrus Pocock, 1897
- Eucratoscelus Pocock, 1898
- Harpactira Ausserer, 1871
- Harpactirella Purcell, 1902
- Idiothele Hewitt, 1919
- Pterinochilus Pocock, 1897
- Trichognathella Gallon, 2004

### Ornithoctoninae
Ornithoctoninae, Pocock, 1895.
- Citharognathus Pocock, 1895
- Cyriopagopus Simon, 1887
- Haplopelma Simon, 1892
- Lampropelma Simon, 1892
- Ornithoctonus Pocock, 1892
- Phormingochilus Pocock, 1895

### Ischnocolinae
Ischnocolinae
- Catumiri Guadanucci, 2004
- Chaetopelma Ausserer, 1871
- Cratorrhagus Simon, 1891
- Hemiercus Simon, 1903
- Heterothele Karsch, 1879
- Holothele Karsch, 1879
- Ischnocolus Ausserer, 1871
- Nesiergus Simon, 1903
- Oligoxystre Vellard, 1924
- Plesiophrictus Pocock, 1899
- Pseudoligoxystre Vol, 2001
- Sickius Soares & Camargo, 1948

### Poecilotheriinae
Poecilotheriinae. Són aranyes pròpies de l'Índia i Sri Lanka, amb un únic gènere, Poecilotheria.
- Poecilotheria Simon, 1885

### Selenocosmiinae
Selenocosmiinae. Taràntules de l'est d'Àsia i Austràlia.
- Chilobrachys Karsch, 1891
- Coremiocnemis Simon, 1892
- Haplocosmia Schmidt & von Wirth, 1996
- Lyrognathus Pocock, 1895
- Orphnaecus Simon, 1892
- Phlogiellus Pocock, 1897
- Psalmopoeus Pocock, 1895
- Selenobrachys Schmidt, 1999
- Selenocosmia Ausserer, 1871
- Selenotholus Hogg, 1902
- Selenotypus Pocock, 1895
- Yamia Kishida, 1920

### Selenogyrinae
Selenogyrinae. Taràntules de l'Índia i Àfrica.
- Annandaliella Hirst, 1909
- Euphrictus Hirst, 1908
- Selenogyrus Pocock, 1897

### Stromatopelminae
Stromatopelminae. Taràntules de l'oest d'Àfrica.
- Encyocratella Strand, 1907
- Heteroscodra Pocock, 1899
- Stromatopelma Karsch, 1881

### Theraphosinae
Theraphosinae. Taràntules d'Amèrica amb pèls urticants. Moltes de les taràntules que es tenen com a mascotes són d'aquesta subfamília.
- Acanthoscurria Ausserer, 1871
- Aphonopelma Pocock, 1901
- Bonnetina Vol, 2000
- Brachypelma Simon, 1891
- Chromatopelma Schmidt, 1995
- Citharacanthus Pocock, 1901
- Clavopelma Chamberlin, 1940
- Crassicrus Reichling & West, 1996
- Cyclosternum Ausserer, 1871
- Cyriocosmus Simon, 1903
- Cyrtopholis Simon, 1892
- Euathlus Ausserer, 1875
- Eupalaestrus Pocock, 1901
- Grammostola Simon, 1892
- Hapalopus Ausserer, 1875
- Hapalotremus Simon, 1903
- Hemirrhagus Simon, 1903
- Homoeomma Ausserer, 1871
- Iracema Pérez-Miles, 2000
- Lasiodora C. L. Koch, 1850
- Lasiodorides Schmidt & Bischoff, 1997
- Megaphobema Pocock, 1901
- Melloleitaoina Gerschman & Schiapelli, 1960
- Metriopelma Becker, 1878
- Nesipelma Schmidt & Kovarik, 1996
- Nhandu Lucas, 1983
- Ozopactus Simon, 1889
- Pamphobeteus Pocock, 1901
- Paraphysa Simon, 1892
- Phormictopus Pocock, 1901
- Plesiopelma Pocock, 1901
- Pseudhapalopus Strand, 1907
- Reversopelma Schmidt, 2001
- Schismatothele Karsch, 1879
- Schizopelma F. O. P.-Cambridge, 1897
- Sericopelma Ausserer, 1875
- Sphaerobothria Karsch, 1879
- Stenotarsus Tesmoingt & Schmidt, 2002
- Stichoplastoris Rudloff, 1997
- Theraphosa Thorell, 1870
- Thrixopelma Schmidt, 1994
- Tmesiphantes Simon, 1892
- Vitalius Lucas, Silva & Bertani, 1993
- Xenesthis Simon, 1891

### Thrigmopoeinae
Thrigmopoeinae. Taràntules de l'Índia.
- Haploclastus Simon, 1892
- Thrigmopoeus Pocock, 1899

### Incertae sedis
L'emplaçament d'aquests gèneres de classificació dubtosa en alguna subfamília és encara motiu de debat entre els especialistes.
- Aenigmarachne Schmidt, 2005. Un gènere descrit recentment.
- Brachionopus Pocock, 1897. Dollar proposa que s'inclogui en la família Barychelidae però hi ha desacord.[1]
- Cardiopelma Vol, 1999. Un gènere descrit bastant recentment per Fabian Vol (1999); sovint s'accepta que sigui inclòs en la subfamília Theraphosinae.
- Proshapalopus Mello- Leitão, 1923. Hi ha discrepàncies entre els especialistes i un o altres la inclouen en diferents subfamilies.